# Kidd (Familienname)
Kidd ist ein englischer Familienname.

## Namensträger

### Künstlername
- Kidd (* 1996), deutscher Rapper, siehe Sierra Kidd

### Familienname
- Alexander Kidd, britischer Tauzieher
- Benjamin Kidd (1858–1916), britischer Soziologe
- Bill Kidd (* 1956), schottischer Politiker
- Billy Kidd (* 1943), US-amerikanischer Skirennläufer
- Brian Kidd (* 1949), englischer Fußballspieler und -trainer
- Bruce Kidd (* 1943), kanadischer Leichtathlet und Sporthistoriker
- Carol Kidd (* 1945), britische Jazzsängerin
- Chip Kidd (* 1964), US-amerikanischer Illustrator und Autor
- Delena Kidd (* 1935), britische Schauspielerin
- Dudley Arthur Kidd (1863–1921), britischer Physiker
- Facundo Kidd (* 1997), uruguayischer Fußballspieler
- Ian G. Kidd (1922–2011), britischer Altphilologe und Philosophiehistoriker
- Isaac C. Kidd (1884–1941), US-amerikanischer Admiral
- Jack Kidd (Fußballspieler, 1884) (John W. Kidd; 1884–nach 1912), schottischer Fußballspieler
- Jack Kidd (Fußballspieler, II), neuseeländischer Fußballspieler
- Jack Kidd (Polospieler), britischer Polospieler
- James Hutton Kidd (1877–1945), neuseeländischer Obstbauer und -züchter
- Jason Kidd (* 1973), US-amerikanischer Basketballspieler
- Jodie Kidd (* 1978), britische Schauspielerin
- John Kidd (1775–1851), englischer Mediziner, Chemiker und Geologe
- John Thomas Kidd (1868–1950), kanadischer Geistlicher, Bischof von London (Ontario)
- Johnny Kidd (1935–1966), britischer Rocksänger, siehe Johnny Kidd & the Pirates
- Juanita Kidd Stout (1919–1998), US-amerikanische Richterin
- Lena Kidd (1924–2003), britische Jazzmusikerin
- Margaret Kidd (1900–1989), schottische Rechtsanwältin
- Max Kidd (* 1982), deutscher Schauspieler, siehe Max Kupfer (Schauspieler)
- Michael Kidd (1915–2007), US-amerikanischer Choreograf
- Michael Kidd-Gilchrist (* 1993), US-amerikanischer Basketballspieler
- Nicholas Kidd (* 1981), australischer Badmintonspieler
- Ronald Kidd (1889–1942), britischer Bürgerrechtler
- Sam Kidd (1931–2025), US-amerikanischer Jazzmusiker
- Sue Monk Kidd (* 1948), US-amerikanische Schriftstellerin
- Thomas Kidd (Gelehrter) (1770–1850), britischer Gelehrter
- Thomas Kidd (Politiker, 1846) (1846–1930), irisch-kanadischer Farmer und Politiker (British Columbia)
- Thomas Kidd (Politiker, 1889) (1889–1973), kanadischer Politiker (Ontario)
- Tom Kidd (Golfspieler) (Christopher Thomas Kidd; 1848–1884), schottischer Golfspieler
- Tom Kidd (Curler) (Thomas Kidd; * 1945), australischer Curler
- Tom Kidd (Illustrator) (Thomas Kidd; * 1955), US-amerikanischer Illustrator
- Trevor Kidd (* 1972), kanadischer Eishockeyspieler
- Tyson Kidd (* 1980), US-amerikanischer Wrestler
- William Kidd (Pirat) (1654–1701), schottischer Pirat
- William Kidd (Maler) (um 1790–1863), schottischer Maler
- William Kidd (Badminton) (* um 1950), englischer Badmintonspieler

### Fiktive Figuren
- Alex Kidd, die Hauptfigur einer Computerspielreihe
- Joe Kidd, Originaltitel des US-amerikanischen Spielfilms Sinola (1972)